# Centro Médico Militar Nacional Walter Reed

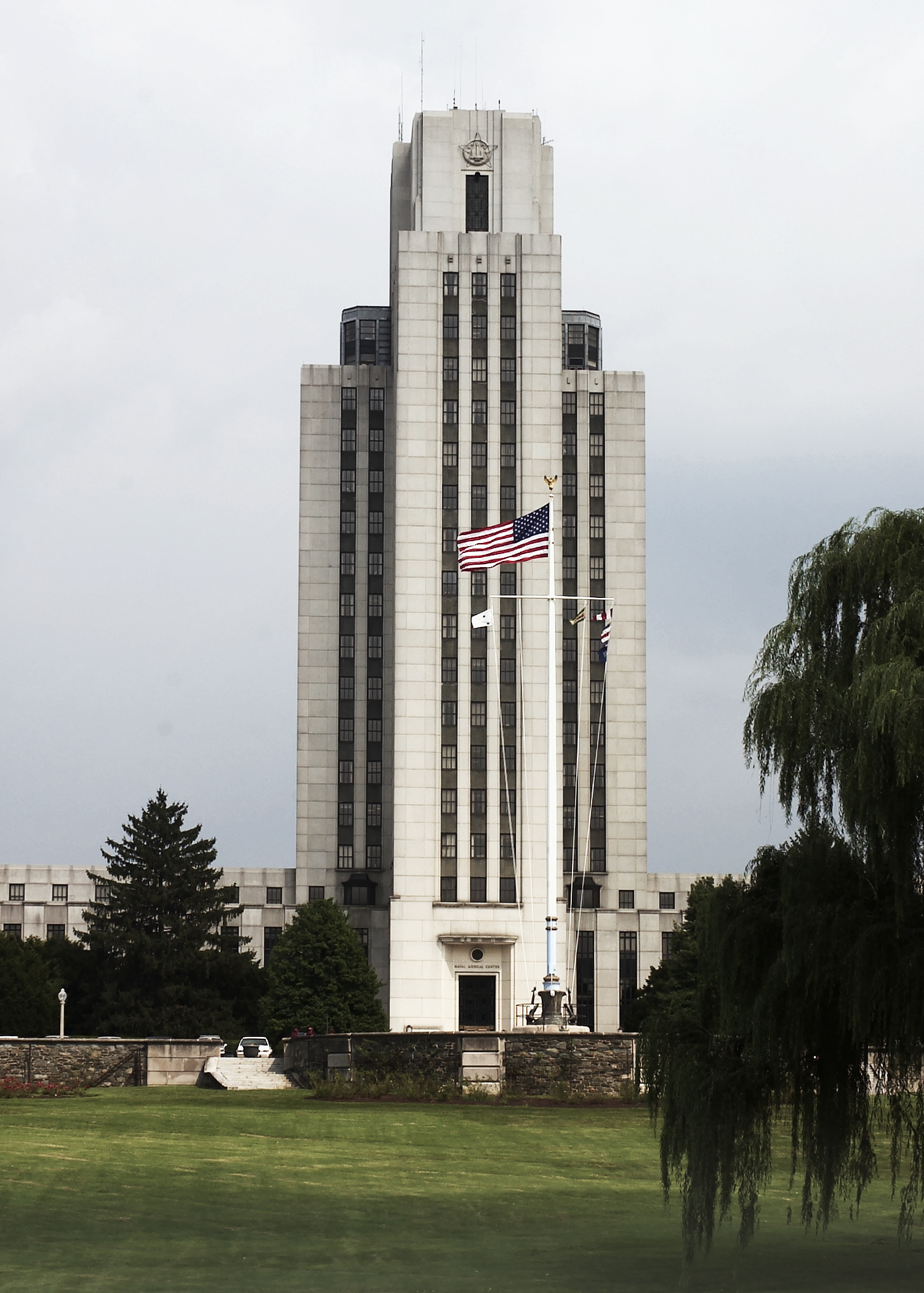
Walter Reed National Military Medical Center.

El Centro Médico Militar Nacional Walter Reed (Walter Reed National Military Medical Center) en Bethesda, Maryland, Estados Unidos, conocido como el Hospital Naval Bethesda (Bethesda Naval Hospital), está considerado el mejor y más importante centro médico de Estados Unidos. Es una institución federal de la Armada de los Estados Unidos, en la cual son pioneros en la investigación médica y dental, proporciona la asistencia médica para líderes estadounidenses, incluyendo al Presidente de los Estados Unidos y su familia. Su nombre anterior fue Centro Médico Naval Nacional (National Naval Medical Center).
En 1938, el Congreso de los Estados Unidos asignó fondos para la adquisición de terrenos para la construcción de un nuevo centro médico naval, y el presidente Franklin D. Roosevelt seleccionado el sitio actual en Bethesda, Maryland, en 5 de julio de 1938. 
El centro médico original estaba diseñado para 1200 camas en el hospital, además alojar a la Escuela Médica de la Marina, y la Escuela Naval de Odontología (en la actualidad llamada National Naval Dental Center (Centro Dental Naval Nacional) como al Instituto de Investigación Médica de la Marina. En 1945, al final de la Segunda Guerra Mundial, se alojó a máximo de 2464 heridos de marinos.

## Historia como la WRNMMC (1938-presente)

### Historia
En 1938, el Congreso de los Estados Unidos asignó fondos para la adquisición de terrenos para la construcción de un nuevo centro médico naval el presidente Franklin D. Roosevelt seleccionó el sitio actual en Bethesda, Maryland, el 5 de julio de 1938.
John McShain Builders abrió el camino para el Centro Médico Naval el 29 de junio de 1939 por el Contralmirante Percival S. Rossiter, MC, USN, (Ret.). El presidente Roosevelt colocó la piedra angular de la Torre el Día del Armisticio, el 11 de noviembre de 1940.
El Centro Médico original estaba compuesto por el Hospital Naval, diseñado para albergar 1.200 camas, y la Escuela de Medicina Naval, la Escuela de Odontología Naval (ahora el Centro Odontológico Naval Nacional) y el Instituto de Investigación Médica Naval. En 1945, al final de la Segunda Guerra Mundial, se agregaron edificios temporales para albergar hasta 2.464 marineros e infantes de marina estadounidenses heridos. El 22 de mayo de 1949, el exsecretario de Marina y primer secretario de Defensa James Forrestal cayó y murió desde el piso 16 de la torre del hospital.
De acuerdo con las recomendaciones de Realineamiento y Cierre de la Base de 2005, en noviembre de 2005 se formó una Oficina de Integración (OI) para supervisar la fusión del Centro Médico del Ejército Walter Reed (WRAMC) y el Centro Médico Naval Nacional (NNMC). Esa instalación fusionada sería atendida por personal médico del Ejército, la Armada y la Fuerza Aérea y se convertiría en el núcleo de un sistema de medicina militar integrado en la Región de la Capital Nacional (NCR). Que en 2005 había tres centros médicos, un pequeño hospital comunitario y 19 clínicas que ofrecían atención médica a beneficiarios militares en la NCR se convertiría, con la supervisión de la OI, en un único centro médico de tres servicios, un gran hospital de tres servicios en Virginia del Norte y 20 clínicas de la zona.
La palada inicial tuvo lugar el 3 de julio de 2008, con el presidente George W. Bush oficiando.
El objetivo de la fusión era que el gobierno gastara menos en el mantenimiento de un edificio nuevo que de uno antiguo. Se estimó que la nueva instalación costaría alrededor de $ 172 millones menos para administrar cada año. La estimación original de 2005 del costo de cerrar WRAMC y trasladarlo al otro lado de la ciudad a Bethesda y otras ubicaciones, fue "poco menos de $ 900 millones" según Brian Lepore de la Oficina de Responsabilidad del Gobierno (GAO). El "período de recuperación", es decir, el punto después del cual se habrá recuperado el monto total de la inversión y en el que realmente comienzan los ahorros, debía haber comenzado en 2011. Pero el costo de reubicación aumentó inesperadamente en un 245% entre la proyección original de 2005 y la apertura de 2011. En lugar de menos de $ 900 millones, resultó ser aproximadamente el triple de $ 2.7 mil millones. Por lo tanto, se espera que el período de recuperación comience con siete años de retraso, alrededor de 2018. Una de las razones por las que los costos se dispararon fue que los costos de construcción aumentaron, en parte debido a que se envió una gran cantidad de materiales de construcción a la costa del Golfo a raíz del huracán Katrina. Según Todd Harrison, un analista de defensa del Centro de Evaluaciones Estratégicas y Presupuestarias, en 2005, "cuando hicieron sus estimaciones iniciales de lo que costaría ... hicieron su mejor estimación ... Muchas cosas han cambiado desde entonces. Construcción los costos han subido ". La GAO está de acuerdo en que el precio del proyecto WRNMMC se triplicó principalmente debido a un aumento de los costos de construcción.

## Acontecimientos
Suicidio de James V. Forrestal
El 22 de mayo de 1949, el Secretario de Defensa James Forrestall se suicidó saltando desde una ventana del décimo sexto piso del Hospital. Su cuerpo fue hallado en el techo del tercer piso. Forrestal estaba bajo tratamiento médico sufriendo de agotamiento y depresión.
Autopsia de John F. Kennedy
En noviembre de 1963, se le realizó la autopsia al Presidente de los Estados Unidos John F. Kennedy, luego de que el presidente Kennedy fuera asesinado de un disparo mientras viajaba en el auto junto a su esposa Jacqueline, el gobernador de Texas  John Connally, y su esposa Nellie. El presidente fue llevado al Hospital Memorial de Parkland (Parkland Memorial Hospital), donde fue declarado clínicamente muerto. Los doctores del Parkland y el juez de la instrucción fiscal de justicia insistieron asistieron a la autopsia, debido a que había sido asesinado en Condado de Dallas. Sin embargo violando la ley de Texas, y con el fin de guardar la seguridad del nuevo presidente, Lyndon B. Johnson, el Servicio Secreto de los Estados Unidos exigió que el cuerpo del asesinado presidente Kennedy fuera enviado inmediatamente a bordo del Air Force One a Washington D. C.. La autopsia fue realizada en el National Naval Medical Center por tres médicos de la Armada con treinta oficiales militares como testigos, durante la tarde del 22 de noviembre de 1963, la manera en la cual la autopsia fue conducida y el análisis fotográfico ha sido causa de controversia durante décadas.

## Visitas presidenciales al Centro Médico
Franklin D. Roosevelt

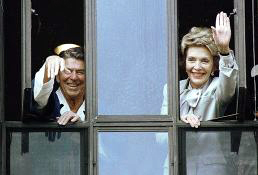
Presidente Ronald y primera dama Nancy Reagan saludando desde una ventana del National Naval Medical Center.

- Seleccionó el sitio del hospital, colocando la primera piedra, realizó la apertura del mismo el 11 de noviembre de 1940.

John F. Kennedy
- Muy probablemente Kennedy  visitó el hospital algún día durante su presidencia de 1961 a 1963, debido a que el Centro Médico Militar Nacional Walter Reed contribuía decisivamente al suministro de medicinas para ocultar la Enfermedad de Addison del presidente, algunos de sus medicamentos por lo general le eran administrados desde la Casa Blanca. El doctor del Kennedy, un Almirante Naval, trabajó estrechamente con el hospital durante su mandato.
- La autopsia de Kennedy  fue uno de los acontecimientos más conocidos que ha ocurrido en el hospital. Los resultados concluyeron que el presidente tenía una gran herida en el lado derecho de la cabeza, otra herida de aproximadamente 14 cm debajo del cuello de su chaqueta por encima del lado derecho de la columna, y una tercera herida en la cara anterior de su garganta en el borde inferior de la manzana de Adán

Ronald Reagan
- El 13 de julio de 1985, Reagan fue intervenido quirúrgicamente para extraerle pólipos en el colon, previamente Reagan envía una carta transfiendo el poder al entonces vicepresidente George H. W. Bush, deliberadamente absteniéndose de invocar la cláusula de Presidente interprentado de la Vigesimoquinta Enmienda.
- Luego el 5 de enero de 1987, Reagan se operó a causa de un cáncer de próstata lo que causó más preocupaciones sobre su salud, en este tiempo el presidente tenía 76 años, 17 años después falleció de neumonía a los 93 años

Nancy Reagan (primera dama)
- Luego de detectale Cáncer de mama, se le realizó en 1987 una mastectomía, años más tarde se recuperó, venciendo la lucha contra cáncer.

Donald Trump
- Tras dar positivo por coronavirus tras el Brote de COVID-19 en la Casa Blanca, el actual presidente Donald Trump junto a su esposa, Melania Trump decidieron aislarse temporalmente en este centro médico. Trump fue dado de alta del hospital el 5 de octubre de 2020.[3]